# Tyrnävä
Tyrnävä là một đô thị ở Phần Lan.
Đô thị này nằm ở tỉnh Oulu trong vùng Bắc Ostrobothnia. Đô thị này có dân số 5.378 (2003) với diện tích là 489,39 km² trong đó có 3,84 km² là diện tích mặt nước. Mật độ dân số là 11,1 người/km².
Đô thị này chỉ sử dụng tiếng Phần Lan.